# 大阪府立環境農林水産総合研究所農業大学校
大阪府立環境農林水産総合研究所農業大学校（おおさかふりつかんきょうのうりんすいさんそうごうけんきゅうじょのうぎょうだいがっこう）は、大阪府羽曳野市にある農業大学校。
2年制の本科のほか社会人向けに短期プロ農家養成コースを設けている。募集人数は約25人。

## 沿革
- 1920年3月15日 - 大阪府立農事試験場農事練習生発足（旧甲種農学校卒、修業年限1年）（技術者養成の始まり）
- 1927年3月28日 - 大阪府立農事試験場に甲種練習生（農会改技術員養成）及び乙種練習生（精農家養成）の二部制発足
- 1934年7月 - 大阪府立農道講習藍野塾が設立（自営者養成の始まり）
- 1939年
  - 1月11日 - 大阪府農会技術員養成所発足
  - 3月 - 大阪府立農道講習藍野塾を大阪府藍野塾に改称
- 1946年4月1日 - 大阪府農会技術員養成所を農業技術員養成所に改称
- 1947年
  - 4月1日 - 農業技術員養成所の修業年限を1年制から2年制に改訂
  - 12月 - 大阪府藍野塾に大阪府立開拓修練農場が併置される
- 1949年4月1日 - 大阪府立農業講習所発足（2年制）
- 1950年
  - 3月31日 - 大阪府藍野塾を大阪府藍野農場に改組
  - 5月30日 - 大阪府藍野塾に併置された大阪府立開拓修練農場を廃止
- 1963年4月1日 - 大阪府農林技術センター発足（大阪府立農業講習所、大阪府藍野農場を統合）、農業技術者養成コース高等科、農村子弟教育コース普通科、研究科設置
- 1965年6月9日 - 大阪府農林技術センターの高等科は農業経営者又は技術者の育成に変更
- 1968年12月18日 - 大阪府農林技術センターの普通科、研究科を専修部（2年制）に改正
- 1970年
  - 12月18日 - 大阪府農林技術センターの専修部入学資格を高等学校卒業とし、1年制とする
  - 12月28日 - 大阪府農林技術センターの高等科を高等専門部に改称
- 1982年4月1日 - 大阪府農林技術センター農業大学校発足（大阪府農林技術センターの高等専門部、専修部を大阪府農林技術センター農業大学校本科に改組）
- 1983年4月1日 - 大阪府農林技術センター農業大学校
- 1992年3月24日 - 大阪府立農林技術センター農業大学校と改称
- 2002年4月1日 - 大阪府立食とみどりの総合技術センター農業大学校と改称
- 2007年4月1日 - 大阪府環境農林水産総合研究所農業大学校と改称
- 2012年4月1日 - 地方独立行政法人への改組により、大阪府立環境農林水産総合研究所農業大学校と改称[1]。

## 所在地
- 〒583-0862 大阪府羽曳野市尺度442